# ヤング・ピープルズ・コンサート
ヤング・ピープルズ・コンサート（Young People's Concerts）は、ニューヨーク・フィルハーモニックが主催する演奏会シリーズである。子どもが演奏会に親しみやすいように企画されている。レナード・バーンスタインが企画・指揮・司会を務めたシリーズが広く知られている。

## 概要
1924年3月27日にアーネスト・シェリングによって初演され、各地を巡回した。オーケストラの演奏に解説を加える形式は初期の頃からのものである。
バーンスタイン版は1958年1月18日に同楽団とスタートし、53公演がCBSによりテレビで録画中継された。
長らくカーネギー・ホールで開催されたが、1962年よりリンカーン・センターへ会場を移した。
バーンスタインは1969年にニューヨーク・フィルハーモニックの常任指揮者を辞任した後もヤング・ピープルズ・コンサートを続けていたが、CBSは1972年のホルスト『惑星』の公演を以てテレビ中継を打ち切った。(エンドクレジットでは、次回の公演がマーラーである旨のアナウンスがあるため、打ち切りになった事が窺える)
1971年にマイケル・ティルソン・トーマスが引継ぎ、1977年に一旦終了したが、その後再開されて現在に至っている。

## バーンスタイン版のCBS放送リスト(1958-1972年)
| 回 | 邦題（上段） / 原題（下段）                                                       | 演目(抜粋)・ゲスト演奏者 | 放送日         |
| 1  | 音楽って何？ What Does Music Mean?                                                | ロッシーニ：歌劇「ウィリアム・テル」序曲 R.シュトラウス：交響詩「ドン・キホーテ」作品35 ベートーヴェン：交響曲第6番｢田園｣ ムソルグスキー：組曲「展覧会の絵」 チャイコフスキー：交響曲第4番ヘ短調作品36 チャイコフスキー：交響曲第5番ホ短調作品64 ラヴェル：「ラ・ヴァルス」 | 1958年1月18日  |
| 2  | アメリカ音楽って何？ What is American Music?                                      | ガーシュウィン：「パリのアメリカ人」 チャドウィック：「メルポメネ」 ドヴォルザーク：交響曲第9番ホ短調作品95｢新世界より｣ マクダウェル：管弦楽組曲 第2番 ホ短調「インディアン」作品48 ギルバート：「コンゴ地方の踊り」 コープランド：劇場のための音楽 ガーシュウィン：「ラプソディ・イン・ブルー」 W.シューマン：「アメリカ祝典序曲」 コープランド：「ビリー・ザ・キッド」 トムソン：「われらすべての母」 トンプソン：交響曲第2番 コープランド：交響曲第3番 (第4楽章) ゲスト：アーロン・コープランド(指揮) | 1958年2月1日   |
| 3  | オーケストレーションって何？ What is Orchestration?                               | リムスキー＝コルサコフ：スペイン奇想曲作品34 (第4曲シェーナとジプシーの愛、第5曲アストゥリアのファンダンゴ) ラヴェル：「ボレロ」 | 1958年3月8日   |
| 4  | 交響曲はどのように作られる？ What Makes Music Symphonic?                          | モーツァルト：交響曲第41番ハ長調K.551｢ジュピター｣ (第4楽章) チャイコフスキー：交響曲第4番ヘ短調作品36 ベートーヴェン：交響曲第3番変ホ長調作品55｢英雄｣ 民謡：「フレール・ジャック」 ブラームス：交響曲第2番ニ長調作品73 (第4楽章) | 1958年12月13日 |
| 5  | 古典派音楽って何？ What is Classical Music?                                       | ヘンデル：組曲｢水上の音楽｣ (ホーンパイプ) モーツァルト：ピアノ協奏曲第21番ハ長調K.467 バッハ：ブランデンブルク協奏曲第4番ト長調BWV1049 ハイドン：交響曲第102番変ロ長調 (第4楽章) モーツァルト：歌劇｢フィガロの結婚｣ 序曲 ベートーヴェン：「エグモント」 序曲 | 1959年1月24日  |
| 6  | 音楽の中のユーモア Humor in Music                                                 | ハイドン：交響曲第88番ト長調 (第4楽章) プロコフィエフ：交響曲第1番ニ長調作品25｢古典交響曲｣ (第1楽章) マーラー：交響曲第1番｢巨人｣ ショスタコーヴィチ：組曲｢黄金時代｣作品22a (ポルカ) ブラームス：交響曲第4番ホ短調作品98 (第3楽章) | 1959年2月28日  |
| 7  | 協奏曲って何？ What is a Concerto?                                                | ヴィヴァルディ：合奏協奏曲ハ長調RV558 (第1楽章) バッハ：ブランデンブルク協奏曲第5番ニ長調BWV1050 (第3楽章) モーツァルト：ヴァイオリンとヴィオラのための協奏交響曲変ホ長調K.364 (第2楽章) メンデルスゾーン：ヴァイオリン協奏曲ホ短調作品64 (第3楽章) バルトーク：管弦楽のための協奏曲 (第4楽章、第5楽章) | 1959年3月28日  |
| 8  | グスタフ・マーラーの魅力 Who is Gustav Mahler?                                    | マーラー：交響曲第4番 (第1楽章、第3楽章、第4楽章) マーラー：交響曲「大地の歌」 (第3楽章、第6楽章) マーラー：交響曲第２番｢復活｣ (第3楽章、第5楽章) マーラー：歌曲集｢少年の魔法の角笛｣ (魚に説教するパドゥヴァの聖アントニーウス) | 1960年2月7日   |
| 9  | 若き演奏家たち No.1 Young Performers No.1                                         | ドヴォルザーク：チェロ協奏曲 (第1楽章) ヴィエニャフスキ：ヴァイオリン協奏曲第2番 (第3楽章) プロコフィエフ：「ピーターと狼」 ゲスト：ダニエル・ドンブ(Vc）、ケネス・シャーマーホーン(指揮)、 バリー・フィンクレア(Vn)、スエファン・バウアー=メンゲルベルク(指揮)、 アレクサンドラ・ワグナー(ナレーター) | 1960年3月6日   |
| 10 | 現在・過去・未来の珍しい楽器たち Unusual Instruments of Present, Past, and Future | ヴィラ＝ロボス：「カイピラの小さな汽車」 デ・ラ・トレ：「ダンサ・アルタ」 ガブリエーリ：金管八重奏のためのカンツォン バッハ：ブランデンブルク協奏曲第4番 (第1楽章) ルーニング＆ウサチェフスキー：テープ・レコーダーと管弦楽のための協奏曲 (※世界初演) ブッチ：カズー協奏曲 ゲスト：ニューヨーク・プロ・ムジカ、ノア・グリーンバーグ、 ウラジミール・ウサチェフスキー(テープ・レコーダー)、 アニータ・ダリアン(カズー)                                                                                    | 1960年3月27日  |
| 11 | 2度目のハリケーン(※DVD未収録) The Second Hurricane                                | コープランド：「2度目のハリケーン」 ロッシーニ：「アルジェのイタリア女」 序曲 ゲスト：アーノルド・ギャムソン(指揮)、High School of Music & Art | 1960年4月24日  |
| 12 | 序曲と前奏曲 Overtures and Preludes                                               | ロッシーニ：歌劇｢セミラーミデ｣序曲 ベートーヴェン：｢レオノーレ｣序曲第3番 ドビュッシー：牧神の午後への前奏曲 バーンスタイン：「キャンディード」序曲 | 1961年1月8日   |
| 13 | アーロン・コープランドの誕生日会 Aaron Copland Birthday Party                     | コープランド：戸外のための序曲 コープランド：「ステイトメンツ」 (第3曲｢独断的な｣) コープランド：「映画のための音楽」 (踊り) コープランド：映画音楽｢われらの町｣ コープランド：バレエ音楽｢ロデオ｣ (｢ホーダウン｣) コープランド：「アメリカの古い歌 第1集」 (第1曲 船乗りの踊り、第5曲 私は猫を買って来た) コープランド：「エル・サロン・メヒコ」 ゲスト：アーロン・コープランド(指揮)、 ウィリアム・ワーフィールド(バリトン)                                                                                | 1961年2月12日  |
| 14 | 若き演奏家たち No.2 Young Performers No.2                                         | ドヴォルザーク：チェロ協奏曲 (第3楽章) ショパン：ピアノ協奏曲第1番 (第2楽章) プッチーニ：歌劇｢ラ・ボエーム｣ (さようなら、甘いめざめよ) メノッティ：「電話」 ブリテン：青少年のための管弦楽入門 ゲスト：リン・ハレル(Vc)、エリアクム・シャピーラ(指揮)、 キム・チュンチャ(Pf)、ラッセル・スタンガー(指揮)、 ヴェロニカ・タイラー(ソプラノ)、グレゴリー・ミラー(指揮)、 ヘンリー・チャピン(ナレーター) | 1961年3月19日  |
| 15 | コンサート・ホールの中の民族音楽 Folk Music in the Concert Hall                   | モーツァルト：交響曲第39番変ホ長調K.534 (第3楽章) チャベス：交響曲 第2番「インディオ」 カントルーブ：「オーヴェルニュの歌」 (アントゥエノ、紡ぎ女、女房もちはかわいそう) アイヴズ：交響曲第2番 (第5楽章) ゲスト：マーニ・ニクソン(ソプラノ) | 1961年4月9日   |
| 16 | 印象主義って何？ What is Impressionism?                                           | ドビュッシー：3つの交響的スケッチ｢海｣ ラヴェル：｢ダフニスとクロエ｣第2組曲 (全員の踊り) | 1961年12月1日  |
| 17 | パリへの道 The Road to Paris                                                      | ガーシュウィン：「パリのアメリカ人」 ブロッホ：「シェロモ」 ファリャ：｢三角帽子｣第2組曲 (粉屋の踊り、終幕の踊り) ゲスト：ザラ・ネルソヴァ(Vc) | 1962年1月18日  |
| 18 | ハッピー・バースデイ、ストラビンスキー！ Happy Birthday, Igor Stravinsky          | ストラヴィンスキー：バレエ音楽｢ペトルーシュカ｣(1947年版) | 1962年3月26日  |
| 19 | 若き演奏家たち No.3 Young Performers No.3                                         | モーツァルト：歌劇｢フィガロの結婚｣ 序曲 ブロッホ：「祈り」 パガニーニ：「モーゼ幻想曲」 サン＝サーンス：「動物の謝肉祭」 ゲスト：小澤征爾(指揮)、モーリス・ペレス(指揮)、ジョン・カナリーナ(指揮)、 ルース＆ナオミ・シーガル(Pf)、 ポーラ・ロビソン(Fl)、ポール・グリーン(Cl)、 トニー・シロニー（ザイロフォン）、ディビッド・ホッパー（グロッケンシュピール）、 ゲーリー・カー(ダブルベース) | 1962年4月14日  |
| 20 | ホールの音 The Sound of a Hall                                                    | ベルリオーズ：序曲「ローマの謝肉祭」 コープランド：アメリカの古い歌 第2集 (第1曲 小さな馬たち) ヴィヴァルディ：4つのヴァイオリンのための協奏曲 (第1楽章) ウォルトン：「ファサード」 (タンゴ-パソドブレ) チャイコフスキー：序曲「1812年」 ゲスト：Shirley Verrett Carter(メゾソプラノ) John Corigliano(Vn)、Frank Gullino(Vn)、Joseph Bernstein(Vn)、William Dembinsky(Vn) | 1962年11月21日 |
| 21 | メロディーって何? What is a Melody?                                               | チャイコフスキー：交響曲第6番ロ短調作品74｢悲愴｣ ワーグナー：楽劇｢トリスタンとイゾルデ｣前奏曲 モーツァルト：交響曲第40番ト短調K.550 (第1楽章) ヒンデミット：弦楽と金管のための協奏音楽作品50 ブラームス：交響曲第4番ホ短調作品98 (第4楽章) | 1962年12月21日 |
| 22 | 若き演奏家たち No.4 Young Performers No.4                                         | モーツァルト：ピアノ協奏曲第23番 リスト：ピアノ協奏曲第1番 ゲスト：ジョーン・ウェイナー(Pf)、ユーリ・クラスノポルスキー(指揮)、 クラウディア・ホカ(Pf)、ゾルターン・ロズニャイ(指揮)、 パメラ・パウル(Pf)、セルジュ・フルニエ(指揮)、 アンドレ・ワッツ(Pf) | 1963年1月15日  |
| 23 | ラテン・アメリカの精神 The Latin American Spirit                                  | フェルナンデス：「バトゥーキ」 (牧場の主顕祭の踊り) ヴィラ＝ロボス：「ブラジル風バッハ」 (バキアナス・ブラジレイラス) 第5番 レブエルタス：「センセマヤ」 コープランド：「キューバ舞曲」 バーンスタイン：｢ウエスト・サイド物語｣ (シンフォニック・ダンス) ゲスト：ネタニア・ダヴラツ(ソプラノ) | 1963年3月8日   |
| 24 | 教師たちへの賛辞 A Tribute to Teachers                                            | ムソルグスキー：「ホヴァーンシチナ」 トンプソン：交響曲第2番 (スケルツォ) ピストン：「不思議の笛吹き」 ブラームス：大学祝典序曲 | 1963年11月29日 |
| 25 | 若き演奏家たち No.5 Young Performers No.5                                         | ヘンデル：ハープ協奏曲変ロ長調 (第1楽章) ラヴェル：序奏とアレグロ シュラミト・ラン：ピアノと管弦楽のための奇想曲 バルトーク：ラプソディ第1番 (第2部) ロッシーニ：｢ウィリアム・テル｣序曲 ゲスト：クラウディオ・アバド(指揮)、ペドロ・カルデロン(指揮)、 ズデニェク・コシュラー(指揮)、 ハイディ・レーワルダー(Hp)、シュラミト・ラン(Pf)、ウェルドン・ベリー(Cl)、 エイモス・アイゼンバーグ(Fl)、スティーヴン・ケーツ(Vc)                                                                                  | 1963年12月23日 |
| 26 | パウル・ヒンデミットの天才性 The Genius of Paul Hindemith                         | ヒンデミット：弦楽四重奏曲第3番 ヒンデミット：小室内楽曲 op24-2 ヒンデミット：交響曲「画家マティス」 | 1964年2月23日  |
| 27 | コンサートホールの中のジャズ Jazz in the Concert Hall                             | シュラー：「ジャズへの旅」 コープランド：ピアノ協奏曲 オースティン：管弦楽とジャズ・プレーヤーのためのインプロビゼーション ゲスト：アーロン・コープランド(Pf)、ガンサー・シュラー(指揮) | 1964年3月11日  |
| 28 | ソナタ形式って何？ What is Sonata Form?                                           | モーツァルト：交響曲第41番ハ長調K.551｢ジュピター｣ (第1楽章) 童謡：「きらきら星」 ビゼー：歌劇｢カルメン｣ (ミカエラのアリア) モーツァルト：ピアノ・ソナタハ長調K.545 プロコフィエフ：交響曲第1番ニ長調作品25｢古典交響曲｣ (第4楽章) ゲスト：ヴェロニカ・タイラー(ソプラノ) | 1964年11月6日  |
| 29 | さらば民族主義 Farewell to Nationalism                                            | グリエール：「赤いけしの花」 (第11曲 ソヴィエト水夫の踊り) アイヴズ：「独立記念日」 ファリャ：「三角帽子」第1組曲 スメタナ：「わが祖国」 (第2曲「モルダウ」) | 1964年11月30日 |
| 30 | 若き演奏家たち No.6 Young Performers No.6                                         | モーツァルト：ピアノ協奏曲第20番 (第1楽章) メンデルスゾーン：ヴァイオリン協奏曲ホ短調 (第1楽章) ラヴェル：｢マ・メール・ロワ｣組曲 ゲスト：パトリシア・ミケリアン(Pf)、ジェームズ・オリヴァー・バズウェル(Vn) | 1965年1月28日  |
| 31 | シベリウスを讃えて A Tribute to Sibelius                                          | シベリウス：ヴァイオリン協奏曲ニ短調作品47 (第1楽章) シベリウス：交響曲第2番ニ長調作品43 (第4楽章) シベリウス：交響詩｢フィンランディア｣作品26 ゲスト：セルジウ・ルカ(Vn) | 1965年2月19日  |
| 32 | 音楽の原子～音程を学ぼう～ Musical Atoms: A Study of Intervals                    | ワーグナー：歌劇｢ローエングリン｣ (第3幕への前奏曲) ブラームス：交響曲第４番ホ短調作品98 (第1楽章) ヴォーン＝ウィリアムズ：交響曲第4番ヘ短調 (第4楽章) | 1965年11月29日 |
| 33 | オーケストラの響き The Sound of an Orchestra                                      | ハイドン：交響曲第88番ト長調 (第2楽章) ブラームス：交響曲第1番ハ短調作品68 ドビュッシー：管弦楽のための映像 (第2曲 イベリア、春のロンド) ストラヴィンスキー：「兵士の物語」 (王様の行進曲) コープランド：バレエ音楽「ロデオ」 (ホーダウン) | 1965年12月14日 |
| 34 | ショスタコービチの誕生日を祝って A Birthday Tribute to Shostakovich               | ショスタコーヴィチ：交響曲第7番ハ長調作品60｢レニングラード｣ ショスタコーヴィチ：交響曲第9番変ホ長調作品70 | 1966年1月5日   |
| 35 | 若き演奏家たち No.7 Young Performers No.7                                         | ムソルグスキー：組曲「展覧会の絵」 ムソルグスキー(ラヴェル編)：組曲「展覧会の絵」 ゲスト：ポール・ショーンフィールド(Pf)、ジェームズ・デプリースト(指揮)、 ステファニー・セバスチャン(Pf)、ジャックズ・ウートマン(指揮)、 デイヴィッド・ウィー(Pf)、エド・デ・ワールト(指揮) オラシオ・グティエレス(Pf) | 1966年2月22日  |
| 36 | 旋法って何？ What Is a Mode?                                                      | ドビュッシー：夜想曲｢祭り｣ ムソルグスキー：歌劇｢ボリス・ゴドゥノフ｣ (第3幕のポロネーズ) バーンスタイン：「ファンシー・フリー」 | 1966年11月23日 |
| 37 | 若き演奏家たち No.8 Young Performers No.8                                         | ハイドン：協奏交響曲変ロ長調 H.I:105 ショパン：ピアノ協奏曲第2番 (第3楽章) モーツァルト：歌劇｢魔笛｣ (この聖なる殿堂では) サン＝サーンス：ヴァイオリン協奏曲第3番 (第1楽章) ゲスト：ジュアン・パブロ・イズクワイエルド(指揮)、シルヴィア・カダフ(指揮)、 エルマー・オリヴェイラ(Vn)、 マーク・サルカインド、フレッドオルストン、ドナルド・グリーン、 ジョージ・ライド、キム・ヨンウク(Vn) | 1967年1月27日  |
| 38 | チャールズ・アイヴズ：アメリカの先駆者 Charles Ives： American Pioneer            | アイヴズ：「はしご車のゴング」 アイヴズ：「ホリデイ・シンフォニー」 (第1楽章 ワシントンの誕生日) アイヴズ： マーチ「サーカス・バンド」 アイヴズ：「リンカーン、偉大な解放者」 アイヴズ：室内アンサンブルのための「答えのない質問」 | 1967年2月23日  |
| 39 | 同窓会 Alumni Reunion                                                             | チャイコフスキー：ロココの主題による変奏曲 プッチーニ：「ラ・ボエーム」 (ミミのアリア「私の名はミミ」) ガーシュウィン：「ポーギーとベス」 (「うちの人は逝ってしまった」) ブラームス：ピアノ協奏曲第2番 ゲスト：スティーブン・ケイツ、ヴェロニカ・タイラー(ソプラノ)、アンドレ・ワッツ(Pf) | 1967年4月19日  |
| 40 | 4分の3拍子に乾杯 A Toast to Vienna in ? Time                                      | J.シュトラウス2世：「ウィーン気質」作品354(抜粋) モーツァルト：ドイツ舞曲ハ長調K.605第3番 モーツァルト：交響曲第41番ハ長調K.551｢ジュピター｣ (第3楽章) ベートーヴェン：交響曲第7番イ長調作品92 (第3楽章) マーラー：歌曲集｢少年の魔法の角笛｣ (ラインの伝説、魚に説教するパドゥヴァの聖アントーニウス、骨折り損のくたびれもうけ) R.シュトラウス：歌劇｢薔薇の騎士｣ (ワルツ) ゲスト：クリスタ・ルートヴィヒ、ヴァルター・ベリー                                                                               | 1967年12月25日 |
| 41 | 永遠のベートーヴェン Forever Beethoven                                            | ベートーヴェン：交響曲第5番 (第1楽章) ベートーヴェン：ピアノ協奏曲第4番 (第2楽章、第3楽章) ベートーヴェン：レオノーレ序曲第3番 ゲスト：ジョゼフ・カリヒスタイン(Pf)、ポール・キャポロンゴ | 1968年1月28日  |
| 42 | 若き演奏家たち No.9 Young Performers No.9                                         | サン＝サーンス：チェロ協奏曲第1番 ヒンデミット：ウェーバーの主題による交響的変容 ゲスト：ローレンス・フォスター(指揮)、アロイ・スプリンガー(指揮)、 マーティン＆ステヴァン・ヴァン(Pf)、ヘレン・クウォーク(指揮)、マイケル・デテンプル | 1968年3月31日  |
| 43 | クイズ・コンサート：あなたの「音楽度」は？ Quiz-Concert： How Musical Are You?    | ブラームス：交響曲第1番ハ短調作品68 モーツァルト：歌劇｢フィガロの結婚｣序曲 プロコフィエフ：交響曲第1番ニ長調作品25｢古典交響曲｣ (第1楽章) リムスキー＝コルサコフ：スペイン奇想曲作品34 (第4曲シェーナとジプシーの歌、第5曲アストゥリアのファンダンゴ) | 1968年5月26日  |
| 44 | 幻想的変奏曲 Fantastic Variations (Don Quixote)                                   | R.シュトラウス：「ドン・キホーテ」 ～大管弦楽のための騎士的な性格の主題による幻想的変奏曲～ ゲスト：ローン・モンロー(Vc) | 1968年12月25日 |
| 45 | 改変されたバッハ Bach Transmogrified                                              | バッハ：小フーガト短調 バッハ：無伴奏ヴァイオリンのためのソナタとパルティータ フォス：「フォリオン」 バッハ：ブランデンブルク協奏曲第5番 (第1楽章) ゲスト：レオポルド・ストコフスキー(指揮)、マイケル・コルン、モーグ・シンセサイザー、 ニューヨーク・ロックンロール・アンサンブル | 1969年4月27日  |
| 46 | ベルリオーズの「幻想」 Berlioz Takes a Trip                                       | ベルリオーズ：幻想交響曲作品14 | 1969年5月25日  |
| 47 | バレエの中の鳥たち Two Ballet Birds                                               | チャイコフスキー：バレエ音楽｢白鳥の湖｣作品20 (第2幕｢情景｣、第1幕｢パ・ドゥ・ドゥ｣) ストラヴィンスキー：組曲｢火の鳥｣(1919年版) | 1969年9月14日  |
| 48 | フィデリオ～命の賛歌～ Fidelio： A Celebration of Life                            | ベートーヴェン：歌劇｢フィデリオ｣ 第2幕 (第11曲 序奏とアリア、第12曲 メロドラマと二重唱、第13曲 三重唱、第14曲 四重唱) ゲスト：アニタ・ダリアン(レオノーレ)、フォレスト・ウォーレン(フロレスタン)、 ハワード・ロス(ロッコ)、ディヴィッド・カンバランド(ドン・ピツァロ) | 1970年3月29日  |
| 49 | 交響楽団の解剖 The Anatomy of a Symphony Orchestra                                | レスピーギ：「ローマの松」 | 1970年5月24日  |
| 50 | コープランドを称えて A Copland Celebration                                        | コープランド：クラリネット協奏曲 コープランド：ビリー・ザ・キッド ゲスト：スタンリー・ドラッカー(Cl) | 1970年12月27日 |
| 51 | リヒャルト・シュトラウスはこう語った Thus Spake Richard Strauss                   | R.シュトラウス：「ツァラトストラはこう語った」 | 1971年11月4日  |
| 52 | リストと悪魔 Liszt and the Devil                                                  | リスト：ファウスト交響曲 | 1972年2月13日  |
| 53 | ホルスト『惑星』 Holst： The Planets                                              | ホルスト：組曲「惑星」 火星、戦争をもたらす者 金星、平和をもたらす者 木星、快楽をもたらす者 土星、老いをもたらす者 ニューヨーク・フィルハーモニックによる新曲： 冥王星、予測不能 "Pluto, the Unpredictable"(即興演奏) | 1972年3月26日  |

※バーンスタイン版の全53公演の内、「2度目のハリケーン」を除く52公演がDVD、Blu-Rayとしてリリースされている。

## 日本での公演
日本では山本直純が同公演を手本とした『オーケストラがやってきた』を企画してクラシック音楽の普及に貢献した。
バーンスタインによる同公演台本が日本語に翻訳されており、パシフィック・ミュージック・フェスティバルにおいて『青少年のための演奏会』と題して公演されている他、佐渡裕が日本語による公演権を所有しており、各地での公演と毎日放送によるテレビシリーズ、同シリーズをまとめたDVDをリリースしている。佐渡は自身が司会者を務めていた『題名のない音楽会』についても「本コンサートを下敷きにしていた」と語っている。
他にも大植英次など、同種の演奏会は各地で開催されている。